# Ксанта
Ксанта (грч. Ξανθή) је у грчкој митологији било име више личности.

## Етимологија
Име Ксанта је изведено од грчке речи xanthos и има значење „жута“ или „плавокоса“.

## Митологија
1. Хесиод ју је у Теогонији навео као једну од Океанида[2], али ју је поменуо и Вергилије[3]. С обзиром на значење њеног имена, или је била Најада мутних текућих вода или нефела жућкастих облака у зору или у сумрак.[1]
2. Хигин ју је навео као једну од Амазонки.[4]

## Биологија
Латинско име ових личности (Xanthe) је назив за род биљака.